# アナトリー・フルリョフ
アナトリー・ニコライェヴィチ・フルリョフ（ロシア語: Анатолий Николаевич Хрулев、英語: Anatoly Nikolayevich Khrulyov 1955年6月3日 - ）は、ロシア陸軍の軍人。現在アブハジア軍参謀総長を務める。

## 略歴
戦車軍元帥P.S.ルイバルコ記念タシケント高等戦車指揮学校、ソ連邦元帥R.J.マリノフスキー記念戦車軍軍学校、ロシア軍参謀軍学校を卒業。
2006年まで北カフカーズ軍管区の副司令官を務める。
2006年4月4日、第58諸兵科連合軍司令官に任じられる。同職のまま2008年の南オセチア紛争に参加。8月9日、ツヒンヴァリへと縦隊で進軍中、ジョージア軍特殊部隊旅団の待ち伏せを受け重傷を負った。2010年、定年を迎えたため中将の階級で予備役に退く。
2015年5月18日、アブハジア大統領ラウリ・ハジムバによって同国軍参謀総長に任命された。